# 테일즈 (운영 체제)
테일즈(Tails, 영어: The Amnesic Incognito Live System)는 익명성과 프라이버시를 위한 데비안 기반의 운영 체제이다. Tails의 발음은 /teɪlz/로 한글로는 테일즈로 표기한다.
모든 통신을 Tor 네트워크를 통해서 한다.

## 같이 보기
- Tor
- 테일즈 (소닉 더 헤지혹)
- Whonix